# Hospital Sírio-Libanês
Hospital Sírio-Libanês (Syriskt-libanesiskt sjukhus) är ett sjukhus i São Paulo i Brasilien. Sjukhusets historia går tillbaka till 1921 när Sociedade Beneficente de Senhoras Hospital Sírio-Libanês grundades av den syrisk-libanesiska gemenskapen i São Paulo.